# School Certificate
The School Certificate (Le certificat d'études) est un diplôme délivré par le Board of Studies (Conseil des études), en Nouvelle-Galles du Sud, en Australie généralement en fin de 10e année. L'obtention du certificat est indispensable pour obtenir le Higher School Certificate.

## Épreuves
Pour obtenir le certificat, les étudiants passent des épreuves portant sur cinq matières:
- Connaissance de la langue anglaise.
- Mathématiques.
- Sciences.
- Histoire et géographie de l'Australie, éducation civique.
- Compétences en informatique.

## Connaissances
Chaque étudiant est tenu d'étudier l'anglais, les mathématiques, les sciences, l'histoire, la géographie et l'éducation civique ainsi que travailler sur son développement personnel, sa santé et pratiquer l'éducation physique (PD/H/PE) chaque année pendant les années 7 à 10. Chaque cours est également supposé inclure un certain degré d'utilisation de l'ordinateur, afin que les élèves se familiarisent avec cette technologie.
Au cours des années 7 à 10, les élèves doivent suivre des cours en arts créatifs (arts visuels et musique), en technologie et études appliquées ainsi qu'apprendre une autre langue que l'anglais.
L'étudiant peut également suivre un certain nombre de matières supplémentaires (en option). L'étude de ces matières est nécessaire pour avoir un nombre d'heures de cours chaque année, tel que défini par le Conseil des Études. Un élève choisit ces programmes en fonction des cours qui sont disponibles dans son école. Pour en obtenir une liste complète, voir icihere.